# Channel M
Channel M är ett televisionbolag baserat i Manchester. Bolaget hette ursprungligen Manchester Student Television, och bolagets utbud är inriktat på sådant som berör Greater Manchester. Kanalen började sända den 14 februari, 2000. Bolaget ägs av Guardian Media Group.